# 伊斯特波因特 (密歇根州)
伊斯特波因特（英語：Eastpointe）是一個位於美國密歇根州馬科姆縣的城市。

## 人口
根據2020年美國人口普查的數據，伊斯特波因特的面積為13.36平方千米，當中陸地面積為13.36平方千米，而水域面積為0.00平方千米。當地共有人口34318人，而人口密度為每平方千米2,569人。